# Fakelore
Fakelore, folclore de pega o Folclore falso es un neologismo acuñado por el folclorista estadounidense Richard Dorson para referirse a las creaciones que se presentan como si fueran genuinamente tradicionales, cuando en realidad se trata de productos falsos e inventados. Puede considerarse fakelore tanto a materiales nuevos como al folclore que se reelabora y modifica para ajustarlo al gusto moderno. Para que haya fakelore es preciso que se dé engaño: el hecho de inspirarse en materiales tradicionales no supone, por sí mismo, fakelore, salvo cuando se pretende vender tales creaciones como si fueran folclore genuino. Para referirse al uso de materiales folclóricos fuera de su contexto original (que no tiene por qué suponer un intento de dar gato por liebre) suele utilizarse el término folclorismo.
Dorson acuñó el término en 1950. Puso como ejemplo a dos personajes de la cultura popular norteamericana: el leñador gigante Paul Bunyan y el vaquero Pecos Bill, al que se presentaba como héroe popular del Oeste, cuando en realidad lo inventó el escritor Edward J. O'Reilly en 1923. En cuanto a Bunyan, comenzó siendo un personaje de los relatos tradicionales de los leñadores de la zona de los Grandes Lagos, pero fue James Stevens, un publicista que trabajaba para la Red River Lumber Company, quien inventó las historias más conocidas sobre el personaje. Según Dorson, los publicistas y divulgadores convirtieron a Bunyan en un «héroe pseudo-popular de la cultura de masas del siglo XX», que apenas guarda relación con el personaje original.

## Controversia
El término fakelore se utiliza con intención polémica para denunciar y desprestigiar ciertos productos. Dorson hablaba de una «batalla contra el fakelore». A su juicio, los divulgadores del folclore lo habían sentimentalizado, reduciendo a estereotipos  a sus creadores, al presentarlos como personas pintorescas e ingeniosas, cuando el folclore genuino es a menudo, por el contrario, «repetitivo, tosco, absurdo y obsceno». Como prueba del contraste entre folclore y fakelore Dorson analizaba las historias originales sobre Bunyan (en las que abundan tanto los términos especializados de la jerga de los leñadores que a los extraños les cuesta entender ciertas partes) con las versiones comerciales, que tienen el aire de un libro para niños. El verdadero Paul Bunyan era un personaje taimado, vil en ocasiones; una historia cuenta cómo se las apaña para no pagar a sus hombres. La cultura de masas produjo un Paul Bunyan políticamente correcto, dotado de «un humor gargantuesco [que] no refleja la verdadera forma de ser de los leñadores»
 A juicio de Daniel G. Hoffman, Bunyan, un héroe del pueblo, acabó convertido en un altavoz de los capitalistas: «He aquí un ejemplo de cómo se puede utilizar un símbolo tradicional para manipular la mente de gente que no tuvo nada que ver con su creación».
Otros han alegado que el arte creado por profesionales y el folclore se influyen constantemente, y que esta influencia debería ser objeto de estudio, no de denuesto. Así, Jon Olson, un profesor de antropología, indicaba que de pequeño le habían contado historias de Paul Bunyan que procedían de los folletos publicitarios de una compañía maderera. Para Dorson, las fuentes impresas habían contaminado las historias de Paul Bunyan que circulaban en la tradición oral, «embarrando sin remedio la tradición». Para Olson, en cambio, «la cuestión es que yo conocí a Paul Bunyan a través de una tradición viva, no la de los pocos leñadores que quedan, sino la de la gente que vivía en la zona»  Lo que empezó como fakelore se había convertido, de nuevo, en folclore.
Aunque hay un debate abierto sobre el tema, la postura más extendida entre los folcloristas es rechazar la manipulación del folclore con fines ideológicos y comerciales.

## Ejemplos defakelore

### Fakeloreen las tradiciones populares españolas
El folclorista Marciano de Hervás ha denunciado como un caso claro de fakelore la versión falseada que ha venido ofreciéndose en los últimos años sobre el pasado judío de la localidad extremeña de Hervás, presentando como leyendas centenarias historias inventadas por los eruditos locales en el siglo XIX (así, las relativas al crimen de la fuente chiquita, Maruja la judía errante, el machón del puente, el centinela del barrio judío, etc.).

### Fakeloreen la música y la literatura ucranianas
Durante el siglo XIX el poeta Tomasz Padura (o Padurra), un nacionalista ucraniano de origen polaco, y su círculo produjeron abundante material poético y musical que puede considerarse fakelore. Padura colaboró con Rzewucki, Komarnicki y otros, inventando canciones de estilo tradicional más o menos genuino, con letras que promovían sus ideas nacionalistas. Algunas de ellas se extendieron más tarde por la zona, y varias llegaron a tradicionalizarse por completo. 
Durante la era soviética, se trabajó con denuedo para sustituir el folclore genuino ruso, considerado reaccionario por sus valores  nacionalistas y religiosos y su pesimismo, por fakelore que exaltaba los valores progresistas del proletariado. Muchos escritores y músicos colaboraron en este empeño, logrando a menudo obras de genuino valor artístico, a pesar de su tendenciosidad. 

### Héroes populares estadounidenses
Además de Paul Bunyan y Pecos Bill, Dorson consideraba fakelore al héroe popular norteamericano Joe Magarac. Magarac, un personaje de ficción, apareció por primera vez en una historia publicada en 1931 en el Scribner's Magazine por Owen Francis. Se trataba de un hombre hecho de acero que hacía raíles de metal fundido con las manos desnudas. Rechazó una oferta de matrimonio para poder trabajar veinticuatro horas al día, y trabajaba tanto que la factoría tuvo que cerrar. Finalmente, desesperado al verse ocioso, se fundió a sí mismo para mejorar la calidad del acero. Francis afirmaba que había oído esta historia de labios de unos trabajadores del acero, inmigrantes, que vivían en Pittsburgh, Pensilvania. Según le dijeron, la palabra magarac era un elogio. A continuación, se rieron y hablaron entre sí en su propio idioma, que él no comprendía. La palabra significa en realidad «tonto del culo» en serbo-croata. Dado que no se conoce ninguna historia de Joe Magarac anterior a 1931, es probable que los informantes de Francis se inventaran el personaje para gastarle una broma. Incluso si había realmente historias sobre Joe Magarac, probablemente no se parecieran mucho al relato de Francis, contado en una imitación artificiosa del dialecto hunkie, sobre un trabajador heroico que lo sacrifica todo por el bien de la empresa. Este Magarac heroico encajaba más bien con los intereses de la U.S. Steel, que a partir de los años 40 comenzó a utilizar el personaje en su propaganda. Según su versión, Magarac se llamaba así porque trabajaba con empeño (worked hard), como una mula. Sin embargo, cuando el declive de la siderurgia trajo el desempleo a las ciudades del acero, la desesperación de Magarac al verse en el paro cobró un sentido nuevo. En 1998, Gilley y Burnett sólo encontraron «indicios vacilantes de que la historia de Magarac comenzaba a transformarse de forma significativa, pasando de fakelore a folclore», pero hicieron notar su importancia como icono cultural de la zona.
La lista de héroes populares americanos a los que se puede considerar fakelore es larga: entre otros, incluye a Old Stormalong, Febold Feboldson, Daddy Joe, Daddy Mention, Big Mose, Tony Beaver, Bowleg Bill, Whiskey Jack, Annie Christmas y Antoine Barada. Marshall Fishwick describe a estos personajes, fundamentalmente literarios, como imitaciones de Paul Bunyan.